# Vereinigung Christlicher Unternehmer
Die Vereinigung Christlicher Unternehmer (VCU) ist ein überparteilicher Interessenverband von engagierten, christlichen Inhaber-Unternehmern, Selbständigen und leitenden Angestellten in der Schweiz. Sitz ist Wiedlisbach (BE).
Die „Vereinigung Christlicher Unternehmer“ (VCU) wurde 1949 als schweizerische Vereinigung für Unternehmer und unternehmerisch denkende Führungskräfte gegründet, die ihre Funktionen nach ethischen Grundsätzen und dem Verständnis des christlichen Glaubens ausüben. Die VCU ist konfessionell und parteipolitisch unabhängig.
Sie ist Mitglied der UNIAPAC (Internationale Vereinigung christlicher Unternehmer). 2007 hatte die VCU über 600 Mitglieder, organisiert in sieben Regionalgruppen. Derzeitiger Zentralpräsident ist Battaglia Reto. Zugehörig zur VCU ist die 1968 gegründete gemeinnützige „Stiftung Offene Hand“, mit der Selbsthilfe in der Dritten Welt unterstützt wird.

## Bekannte Mitglieder
- Romuald Burkard (1925–2004), Gründer und Unternehmer
- Ernst-Bernd Blümle (1932–2008), Wirtschaftswissenschaftler
- Heinrich Bortis
- Willi Büchi
- Joseph Deiss, Alt-Bundesrat
- Wilhelm Meile (1886–1973), Ökonom und Politiker
- Robert Purtschert,  Wirtschaftswissenschaftler
- Dr. Willy Spiess, Sekretär VCU von 1952–1958